# FC Germania Helsinki
Der Fußball-Club Germania Helsinki ry, kurz FC Germania Helsinki (FCGH), ist ein Einwanderer-Fußballverein in der Hauptstadtregion und eine der offiziellen auslandsdeutschen Institutionen in Finnland. Die Mitglieder sind zum großen Teil aus den deutschsprachigen Ländern stammende Einwanderer, Finnen mit deutschsprachigem familiären Hintergrund sowie andere in und um Helsinki lebende mehrsprachige Personen. Die erste Mannschaft beendete die Saison 2022 als Tabellenerster ihrer Gruppe in der Vitonen, und stieg damit erstmals in die fünfthöchste Spielklasse Nelonen in der Ligapyramide des finnischen Fußballs auf.

## Gründung

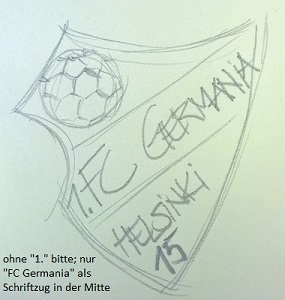
Entwurf für ein Logo von 2015

### Name
Germania ist die antike Personifikation für das Gebiet der germanischen Völker, wie z. B. in der Schrift Germania des römischen Historikers Tacitus. Als Fußballvereinsname wurde der Name zum Ende des 19. und Beginn des 20. Jahrhunderts in Deutschland und Österreich oft gewählt, z. B. von einem Vorgängerverein des HSV. Auch deutschsprachige Vereine im Ausland trugen ihn, u. a. der 1899 gegründete Sport Club Germânia – einer der ersten Vereine, die den Fußball in Brasilien etablierten. Die Vereinsgründer bezogen sich bei der Wahl dieses Namens auf diesen und andere berühmte Fußballvereine und wollten gleichzeitig auf das gemeinsame Interesse der Gründungsmitglieder an der deutschen Sprache und dem deutschsprachigen Fußball verweisen, wobei die Vereinsarbeit von Anfang an international und mehrsprachig ausgerichtet war.

### Vereinssymbole

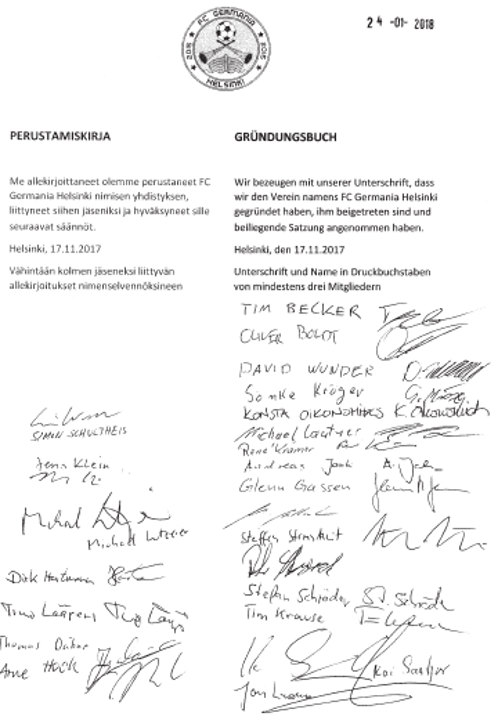
Dokument über die Vereinsgründung am 17. November 2017

Die Farben weiß und blau im Vereinslogo spiegeln die Stadtfarben von Helsinki und die finnische Flagge. Boot und Wellen sollen an Helsinkis Stadtwappen erinnern. Das Logo enthält außerdem zwei als Ruder angeordnete schwarz-rot-goldene Vuvuzelas mit einem Fußball am Steuer. Der deutschsprachige Stammtisch in Helsinki Saksalaiset („Deutsche“ oder „die Deutschen“), der als „Wiege“ des FC Germania gilt, benutzt seit der Fußballweltmeisterschaft 2010 eine solche Vuvuzela als Erkennungszeichen.
Die Farben der Heim- und Auswärtstrikots wurden gewählt, um einerseits die Nationalfarben Blau und Weiß des Gastlandes Finnlands aufzunehmen und anderseits der Spielerkleidung deutscher Mannschaften zu ähneln. Wie heute die deutsche Fußballnationalmannschaft spielte schon die 1915 in Mexiko gegründete Einwanderermannschaft FV Germania in den Farben Weiß und Schwarz.
Der Spitzname in nicht idiomatischem Finnisch Se joukkue (etwa „DIE Mannschaft“) bezieht sich auf den 2015 für die deutsche Fußballnationalmannschaft erfundenen Namen, der offiziell nicht mehr verwendet wird.

### Gründungsversammlung
Die 1. Mannschaft wurde informell im Mai 2015 von Tim Becker, Michael Lutzeier und Konstantinos Oikonomides ins Leben gerufen. Am 17. November 2017 fand die offizielle Gründungsversammlung des Vereins statt, der seit dem 16. Februar 2018 als eingetragener Verein (finnisch ry) offiziell registriert ist. Der Verein ist Mitglied des Finnischen Fußballverbandes.

## Vereinsarbeit

### Sportliche Entwicklung
FC Germania hat kein eigenes Stadion. Vor der offiziellen Vereinsgründung fand regelmäßig freies Training im Sportpark Talin liikuntapuisto in Helsinkis Stadtteil Munkkivuori statt. Später wurde Vallilanlaakso in Vallila eine Art Stammplatz. Ansonsten trainieren die verschiedenen Mannschaften auf wechselnden Plätzen wöchentlich das ganze Jahr über. Neben dem Ligabetrieb werden Freundschaftsspiele, z. B. mit der anderen deutschen Einwanderermannschaft FC Turbine Turku, oder Teilnahmen an Hobbyturnieren organisiert.
Seit der Sommersaison 2016 hat mindestens eine Mannschaft in Helsinkis Kleinfeld-Freizeitliga Harrasteliiga 7vs7 teilgenommen, zeitweise als gemischtes Team. In der Saison 2020 trat der Verein erstmals mit einer Mannschaft in der siebthöchsten Spielklasse Kutonen an, stieg direkt in die Vitonen auf und beendete die Saison auf dem vierten Platz ihrer Gruppe. 2020 nahm die erste Mannschaft ebenfalls zum ersten Mal am Suomen Region's Cup teil und schied in der ersten Runde gegen den Viertligisten FC Futura aus Porvoo aus. Nach einem fünften Gruppenplatz in der Saison 2021 erreichte die erste Mannschaft 2022 als Gruppenerste den Aufstieg in die Nelonen, wo sie aktuell (2023) spielt. Seit der Saison 2021 nimmt außerdem eine zweite Herrenmannschaft, unter dem Namen FC Germania/Akademie, an der Kutonen teil.
In der Wintersaison 2018/2019 spielte auch eine Damen-Freizeitmannschaft, die FCGH Ladies, für den Verein. Seit 2021 trainiert zusätzlich zu den Herrenmannschaften eine gemischte Kindermannschaft im Vor- und Grundschulalter, aus der langfristig eine Jugendabteilung entstehen soll.

### Weitere Vereinsarbeit
Mehr als den rein sportlichen Erfolg betonen die Vereinssatzung die soziale und kulturverbindende Funktion der Vereinsarbeit. Deshalb finden regelmäßig Freundschaftsspiele statt, z. B. gegen ein Team von Häftlingen des Gefängnisses im Stadtteil Sörnäinen 2015, gegen ein Team von irakischen Flüchtlingen 2018, sowie gegen verschiedene nationale und internationale Teams von Parlamentariern und Diplomaten aus Helsinki. Die Deutsche Botschaft in Helsinki führt den FC Germania als eine deutsche Institution in Finnland. Der Verein ist auch bei der Deutsch-Finnischen Handelskammer registriert und arbeitet mit anderen deutschen Institutionen in Finnland zusammen, wie der Deutschen Gemeinde und der Deutschen Schule Helsinki. Gleichzeitig steht die Mitgliedschaft nicht nur Deutschen offen, sondern allen Interessierten ungeachtet der Staatsangehörigkeit oder Muttersprache. Derzeit (2022) hat der Verein mehr als 120 Mitglieder aus mehr als 15 verschiedenen Ländern.

## Persönlichkeiten
- Benjamin Bachler (* 1994), ehemaliger Fußballprofi, spielt in der ersten Mannschaft[44]
- Tim Becker (* 1977), Jurist, Gründungspräsident,[45][46] spielt in der Freizeitmannschaft[47]
- Thomas Dähne (* 1994), Fußballprofi bei Holstein Kiel, finnischer Meister und Pokalsieger 2017, Ehrenmitglied[48][49]
- Mia Heikkinen (* 1980), Opernsängerin, spielte in der Damenmannschaft[50][51][52]
- Ewald Kibler (* 1981), Soziologe und ehemaliger Fußballprofi, spielt in der zweiten Mannschaft[53]
- Konstantinos Oikonomides (* 1975), Pionier des Pesäpallo in Deutschland, Gründungsmitglied,[54] spielt in der zweiten Mannschaft[55]
- Michael Rießler (* 1971), Sprachwissenschaftler, spielt in der Freizeitmannschaft[56][57][58]
- Stefan Schröder (* 1975), Historiker, Gründungsmitglied[59]
- Torsten Tiebout, Musiker, spielt in der Freizeitmannschaft[60][61]

## Galerie (1. Mannschaft)

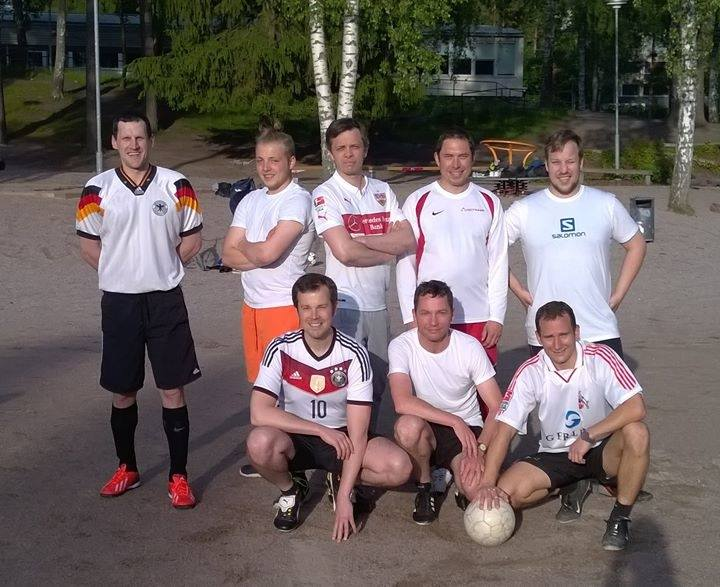
2015
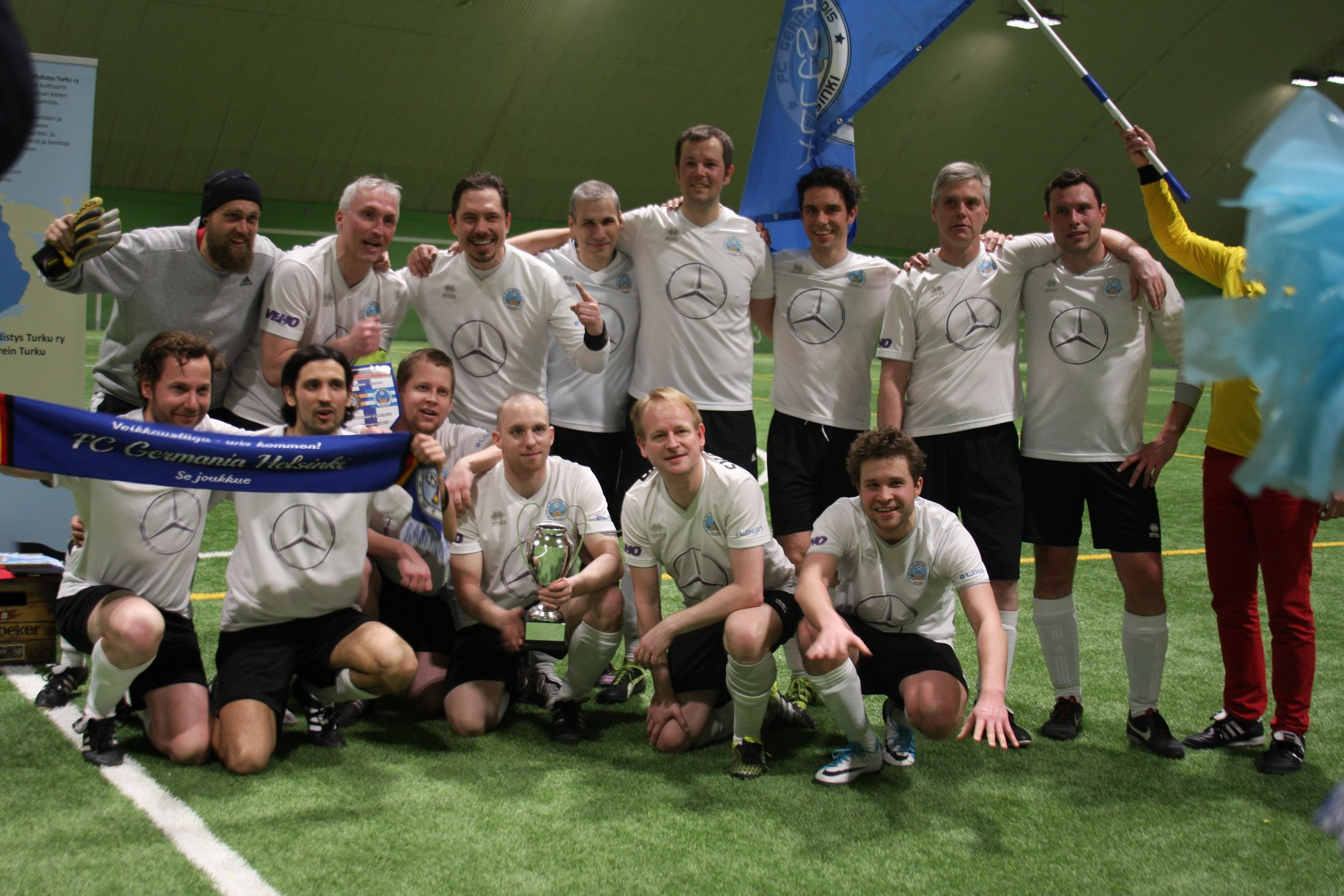
2018
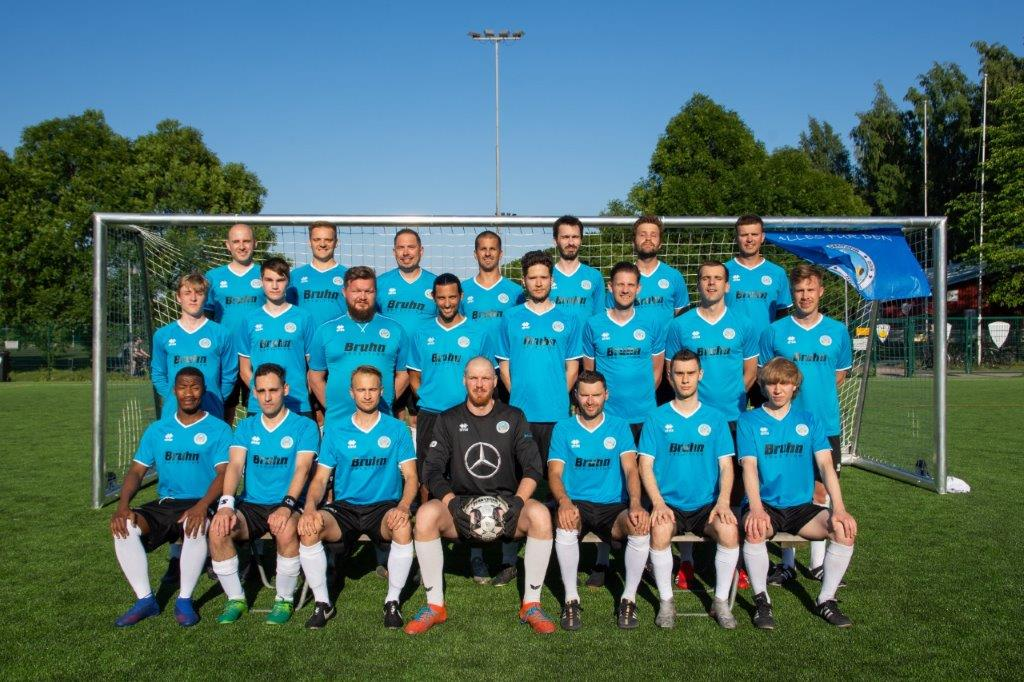
2020
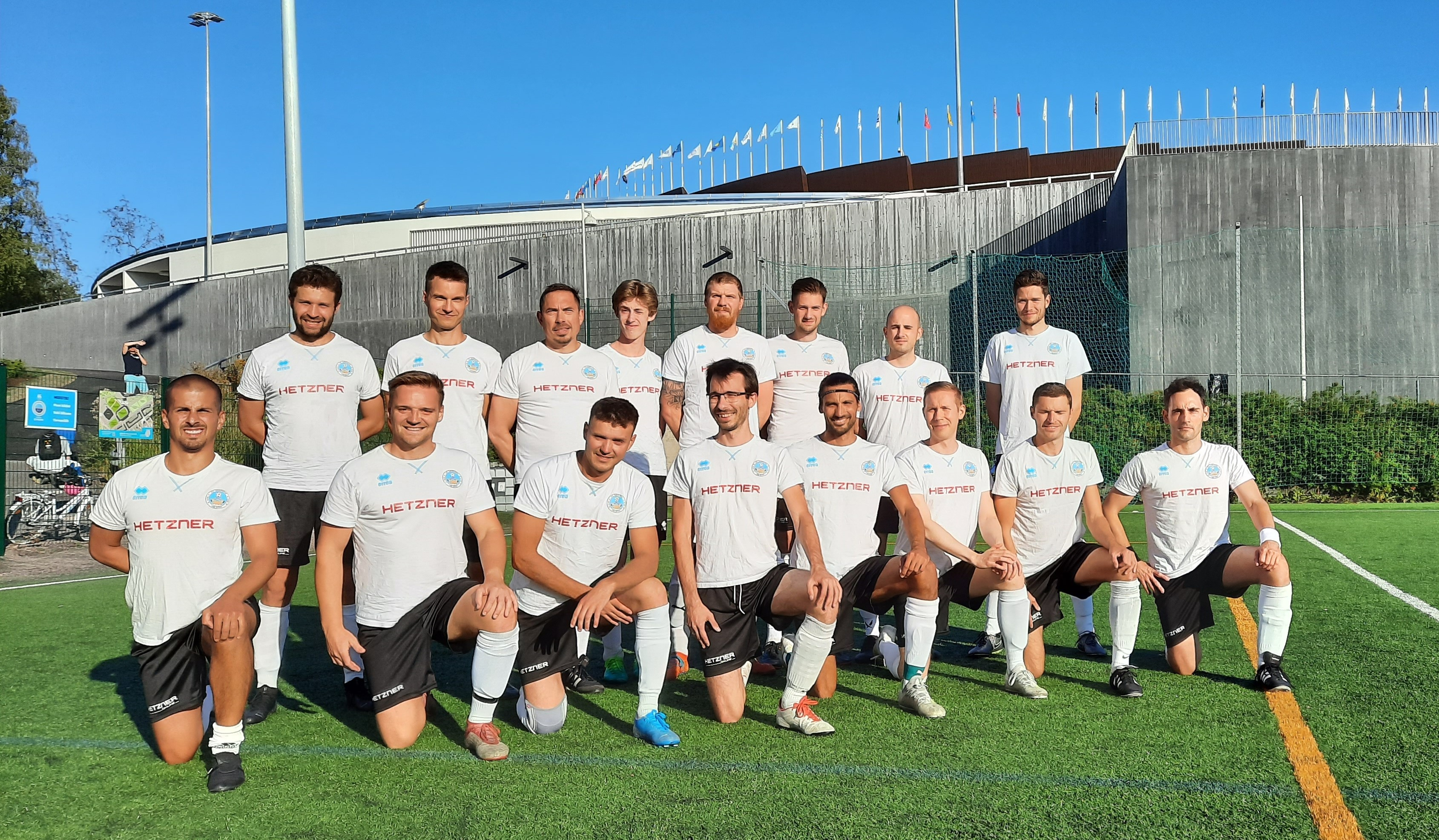
2020

## Mediale Aufmerksamkeit
Im Buch Finne dein Glück (2021) nutzt Bernd Gieseking sein Zusammentreffen mit zwei Gründungsmitgliedern in Helsinki als Rahmen, um den Verein und dessen Arbeit in einem eigenen Kapitel zu beschreiben. Im Sommer 2021 berichteten die ARD Sportschau und der Deutschlandfunk über den FC Germania im Rahmen von Beiträgen über Finnlands Teilnahme an der Fußball-Europameisterschaft, den Breitensport und die Fankultur im finnischen Fußball. Auch der Deutsche Fußball Botschafter berichtete über die sportliche und kulturverbindende Arbeit des Vereins.